# Хоуп Пим
Хоуп Пим (англ. Hope Pym), также известная как Красная королева (англ. Red Queen) — персонаж комиксов, издаваемых компанией Marvel Comics. Дочь Хэнка Пима и Джанет Ван Дайн в альтернативной вселенной MC2. Была создана Томом ДеФалко и Роном Френцом и впервые появилась в A-Next № 7 (апрель 1999).
Персонаж адаптирована для более широкой аудитории в кинематографической вселенной Marvel, где её зовут Хоуп Ван Дайн. Эванджелин Лилли исполнила её роль в фильме 2015 года «Человек-муравей», а также в 2018 году сыграла в фильме «Человек-муравей и Оса», где Хоуп появилась уже как супергероиня Оса. В 2019 году она вновь появилась в фильме «Мстители: Финал».  В 2023 году вышел фильм «Человек-муравей и Оса: Квантомания» с участием персонажа.

## Биография

### Земля-982
После смерти своих родителей Хоуп Пим и её брат-близнец Большой человек (Генри Пим-младший) стали возмущаться, когда люди стали называть команду A-Next «следующим поколением Мстителей». Близнецы собрали команду суперзлодеев Ревенджеры и получили доступ к Особняку Мстителей с помощью кодов безопасности своих родителей. Когда они устроили засаду на A-Next, Хоуп приступила к пыткам Кассандры Лэнг, чувствуя себя законной наследницей Мстителей. Хоуп была в конце концов остановлена Генри, что предотвратило самоуничтожение особняка, которое убило бы как A-Next, так и Ревенджеров.

### Земля-616
В главной комикс-вселенной Marvel этого персонажа не было до 2016 года. Однако вскоре оказалось что у Хэнка есть дочь от его первой жены Марии, Надя Пим. Она родилась в России, пока её мать находилась в плену, она была воспитана в Академии Красной Комнаты (в том же учреждении, где подготавливали к оперативной работе Чёрную вдову, а также к которой был причастен Зимний солдат). Надя модифицировала бывшие костюмы своего отца под себя и стала новой Осой.

## Силы и способности
Как Красная королева Хоуп использует имплантированные био-крылья чтобы летать. Кроме того в её перчатки встроены био-электрические жала и выдвижные когти. Тем не менее, она, очевидно, не имеет способности изменять размер тела, на что способны её родители.

## Появления вне комиксов

### Фильмы
- Эванджелин Лилли сыграла Хоуп, переименованную в Хоуп Ван Дайн, в фильме 2015 года «Человек-муравей»[1][2]. По сюжету она отдаляется от своего отца и принимает девичью фамилию своей погибшей матери. Так же Хоуп является бизнес-партнёром главного антагониста фильма Даррена Кросса[3]. Хоуп хотела выкрасть костюм Жёлтого шершня, изобретённый Кроссом, воспользовавшись костюмом отца, но тот не позволял ей этого сделать. Вместо дочери Хэнк выбрал исполнителем задания Скотта Лэнга. Хоуп была недовольна этим решением, так как считала, что у Лэнга отсутствуют необходимые навыки, и времени на его подготовку нет. Но Пим настаивал на своём, и они вместе обучили Скотта всему, что ему было нужно. В ходе подготовки Лэнга Хэнк рассказал Хоуп правду о смерти её матери — на одном из заданий, ради спасения людей, она уменьшила себя до субатомного размера, а вернуться обратно так и не смогла. Когда Лэнг научился всему, что было необходимо, он вместе с Хоуп, Хэнком и своими старыми друзьями помешал Кроссу продать костюм Жёлтого шершня людям из Гидры. В одной из послетитровых сцен Хэнк Пим показывает дочери модернизированную версию костюма её матери, супергероини Осы.
- Эванджелин Лилли повторила роль Хоуп Ван Дайн в фильме 2018 года «Человек-муравей и Оса», где появилась в качестве супергероини Осы[4][5]. Она вместе с отцом и Скоттом Лэнгом пыталась вернуть из квантового измерения её мать Джанет. При этом они сталкиваются с врагами в лице преступного бизнесмена Санни Бёрча с одной стороны, и суперзлодейки Эйвы Старр и её приёмного отца Билла Фостера с другой. В результате Джанет вернулась в реальность. В сцене после титров Хоуп вместе с родителями исчезают в результате щелчка Таноса.
- Хоуп появилась в фильме братьев Руссо «Мстители: Финал» 2019 года. Она возвращается после щелчка Халка и вместе с другими героями вступает в битву с войсками Таноса. В конце фильма была показана вместе со Скоттом и Кэсси Лэнгами, а также присутствовала на похоронах Старка вместе со Скоттом и своими родителями.
- Лилли вернулась к роли Хоуп в фильме «Человек-муравей и Оса: Квантомания» в 2023 года.